# 山浦克己
山浦 克己（やまうら かつみ、1964年9月7日 - ）は、神奈川県出身の男性シンガーソングライター。15歳でバンドを始め、インディーズ活動の傍らdaisy's Cafeでのライブやアニメなどのメディアに楽曲提供もしている。

## 経歴
- 1979年：ギター担当として「FELIX」を結成。
- 1982年：ボーカルに転向。
- 1983年：横浜商工高等学校（現:横浜創学館高等学校）卒業後、本格的にライブ活動を開始。
- 2005年：ギタリストTAKA、キーボーディストのBOCCHIと新たにユニットを組みライブ活動を始める。

## ディスコグラフィー
- 2003年：「KATYDID」
- 2005年：「LIVE AT DAISY'S」
  - すべてインディーズレーベルよりリリース。

## 主な歌唱楽曲

### テレビアニメ
- 強殖装甲ガイバー（1991年）
  - 「We're KRONOS」
  - 「LAST HUNTER」
  - 「GUYVER-もう一人の俺」
- 宇宙の騎士テッカマンブレード（1992年）
  - 「SAND STORM」
  - 「Once More Again」 ※三松亜美と歌唱

## 主な提供楽曲

### アーティスト
- 草尾毅
  - 「一秒ごとロンリネス」
- 浜田麻里
  - 「Love N' Music」
  - 「More Than Ever」（増田隆宣と浜田麻里の共作）

### テレビアニメ
- 無責任艦長タイラー
  - エンディングテーマ「ダウンタウンダンス」
- マクロス7
  - 「GARAXY」
  - 「GROOVE ALONE」
- BLUE SEED
  - 「HUSH-A-BYE LULLABY」（歌：TAKADA BAND　/ 作詞：松葉美保 / 編曲：飯塚昌明）
- 熱沙の覇王ガンダーラ
  - 「Instant Love」
- 夢のクレヨン王国
  - 「なぜと聞かれては困るけど」